# 7 Dywizjon Rakiet Taktycznych

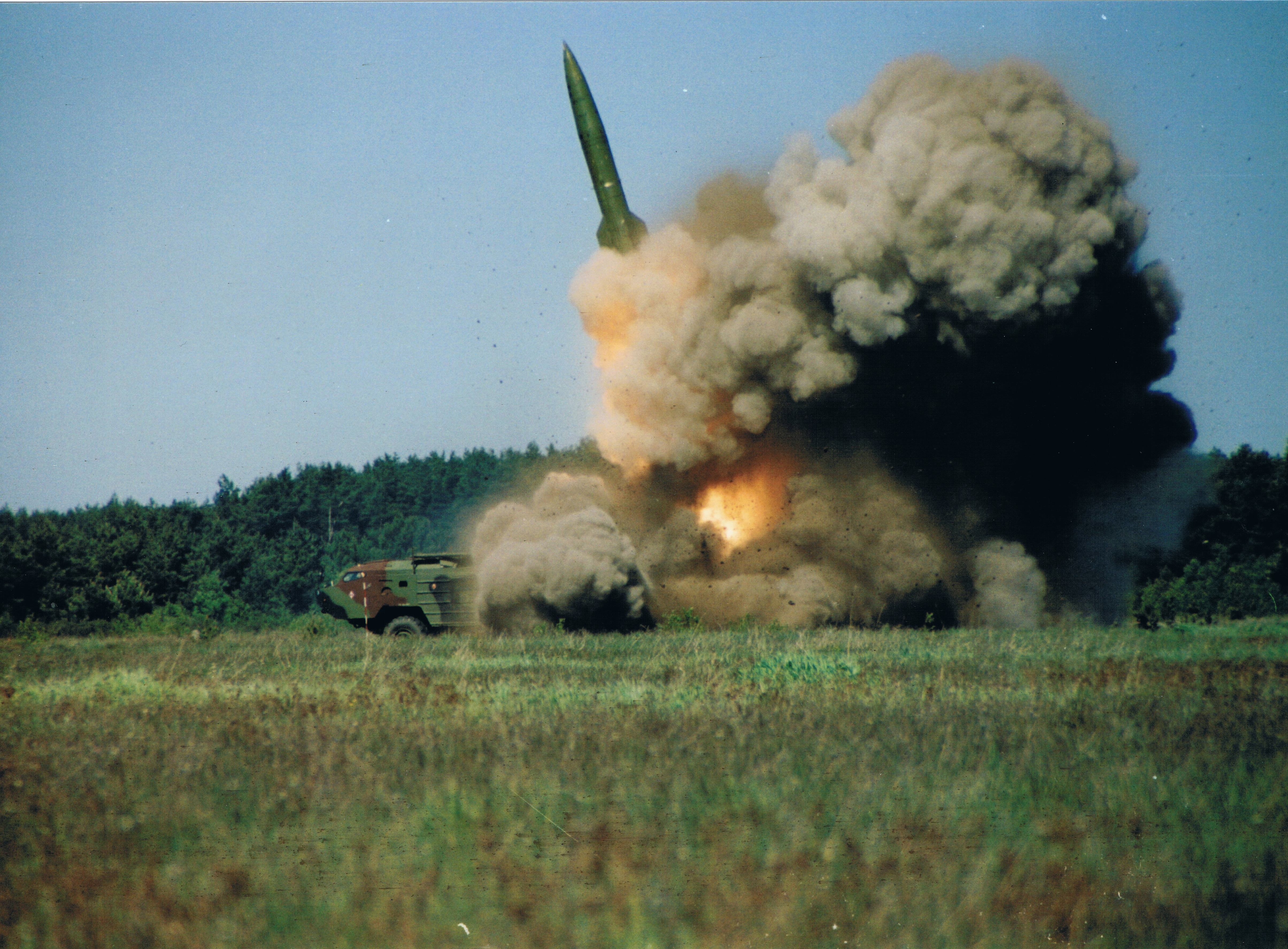
Ostatni start „Toczki”. Miejsce startu - lotnisko Broczyno (okolice Czaplinka), miejsce upadku rakiety - poligon drawski.

7 Dywizjon Rakiet Taktycznych (7 drt) – samodzielny pododdział wojsk rakietowych i artylerii ludowego Wojska Polskiego. Wchodził w skład 20 Warszawskiej Dywizji Pancernej. Stacjonował w Budowie.

## Historia
7 dywizjon rakiet taktycznych rodowód swój wywodzi od sformowanego w styczniu 1957 roku w Choszcznie 7 dywizjonu artylerii rakietowej. W lipcu 1962 roku jednostkę podporządkowano 20 Dywizji Pancernej i przeniesiono do garnizonu Budowo. 
Jeszcze wiosną 1963 uruchomiono proces formowania dywizjonów rakiet taktycznych, które postanowiono włączyć w skład dywizji ogólnowojskowych. Zarządzeniem szefa SG WP nr 0060/Org. z 8 kwietnia 1963 7 drt został przeformowany w 7 dywizjon artylerii (etat 4/243). W jego skład początkowo wchodziły: dowództwo i sztab, bateria dowodzenia, dwie baterie startowe (w każdej jedna wyrzutnia), pluton obsługi technicznej i pluton zaopatrzenia.
W lutym 1964 roku dywizjon został uzbrojony w taktyczny zestaw rakietowy 2K6 Łuna. 19 września 1964 roku odbył się pierwszy start. 20 listopada 1967 roku otrzymał zestaw 9K52 Łuna-M. jednostka posiadała etat nr 30/004 i uzbrojona była w trzy wyrzutnie 9P113. Sprzęt starszej generacji trafił do innych nowo powstających dywizjonów rakiet taktycznych.
Zarządzeniem szefa SG WP nr 054/Org. z 19 sierpnia 1976, w terminie do 31 stycznia 1977, dywizjon został przeformowany wg etatu nr 30/202. Nowy etat przewidywał w dywizjonie dwie baterie startowe, każda z dwiema wyrzutniami 9P113.
Pod koniec 1988 7 dywizjon rakiet taktyczny posiadał etat nr 30/271, a jego podstawowe wyposażenie stanowiły cztery wyrzutnie 9P129.
W grudniu 1987 r. dywizjon uzbrojono w najnowocześniejsze wówczas w Wojsku Polskim rakietowy system balistyczny – zestaw 9K79 Toczka. Dywizjon osiągnął gotowość bojową w listopadzie 1988 r., co potwierdzone zostało pierwszym startem bojowym z poligonu Broczyno k. Czaplinka. 22 lutego 1990 roku, w dwóch rzutach – kołowym: wyrzutnie i zabezpieczenie techniczne oraz kolejowym: logistyka i zabezpieczenie kwaterunkowe, dywizjon przedyslokowany został do Choszczna. Jako samodzielna jednostka 7 drt pozostawał do października 1992 roku, kiedy został podporządkowany nowo tworzonemu 2 Pomorskiemu Pułkowi Rakiet Taktycznych im. Hetmana Jana Zamoyskiego jako 2 dywizjon ogniowy. Jesienią 1992 roku sztandar 7 drt przekazano do Muzeum Wojska Polskiego w Warszawie.
2 Pomorski pułk rakiet taktycznych rozformowano w 2002 roku. Z dniem 1 stycznia 2002 roku, nie zmieniając miejsca dyslokacji, dywizjon jako dywizjon ogniowy wszedł w skład węgorzewskiej 1 Mazurskiej Brygady Artylerii.
W latach 1988–1999 dywizjon odbył cztery strzelania bojowe zakończone pozytywnymi wynikami. Mimo braku wsparcia producenta, do końca istnienia pododdziału wszystkie cztery wyrzutnie 9P129 zestawu Toczka, rakiety i pojazdy pomocnicze posiadały pełną sprawność bojową, a polscy artylerzyści opracowali kompletną dokumentację techniczną. W związku z brakiem części zamiennych i wyczerpaniem rezerw rakiet oraz brakiem odpowiedniej bazy remontowej podjęto decyzję o likwidacji dywizjonu. Dywizjon rozformowano 30 września 2005 roku.

## Starty bojowe
Zestaw 2K6

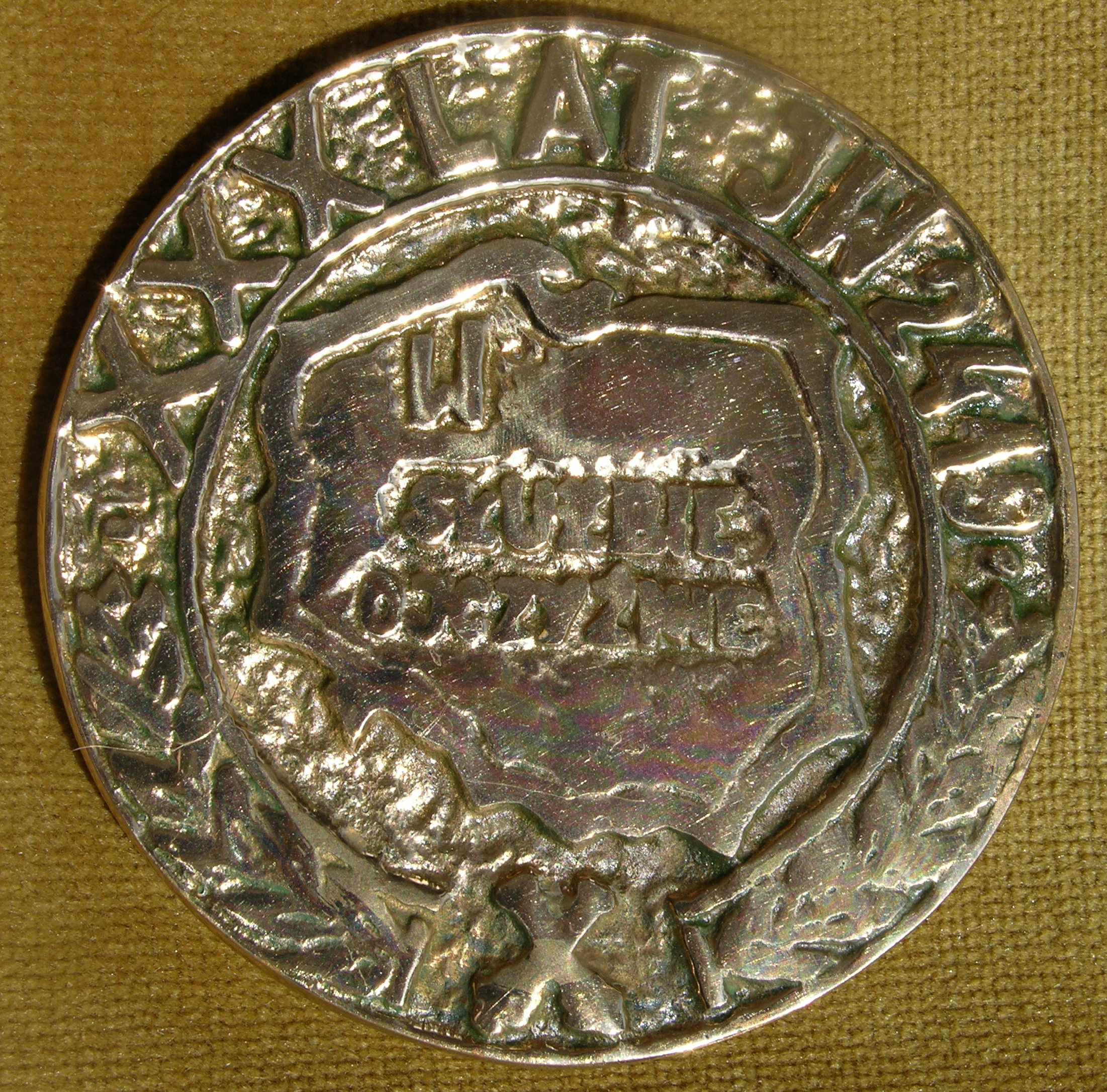
Medal okolicznościowy 7 drt

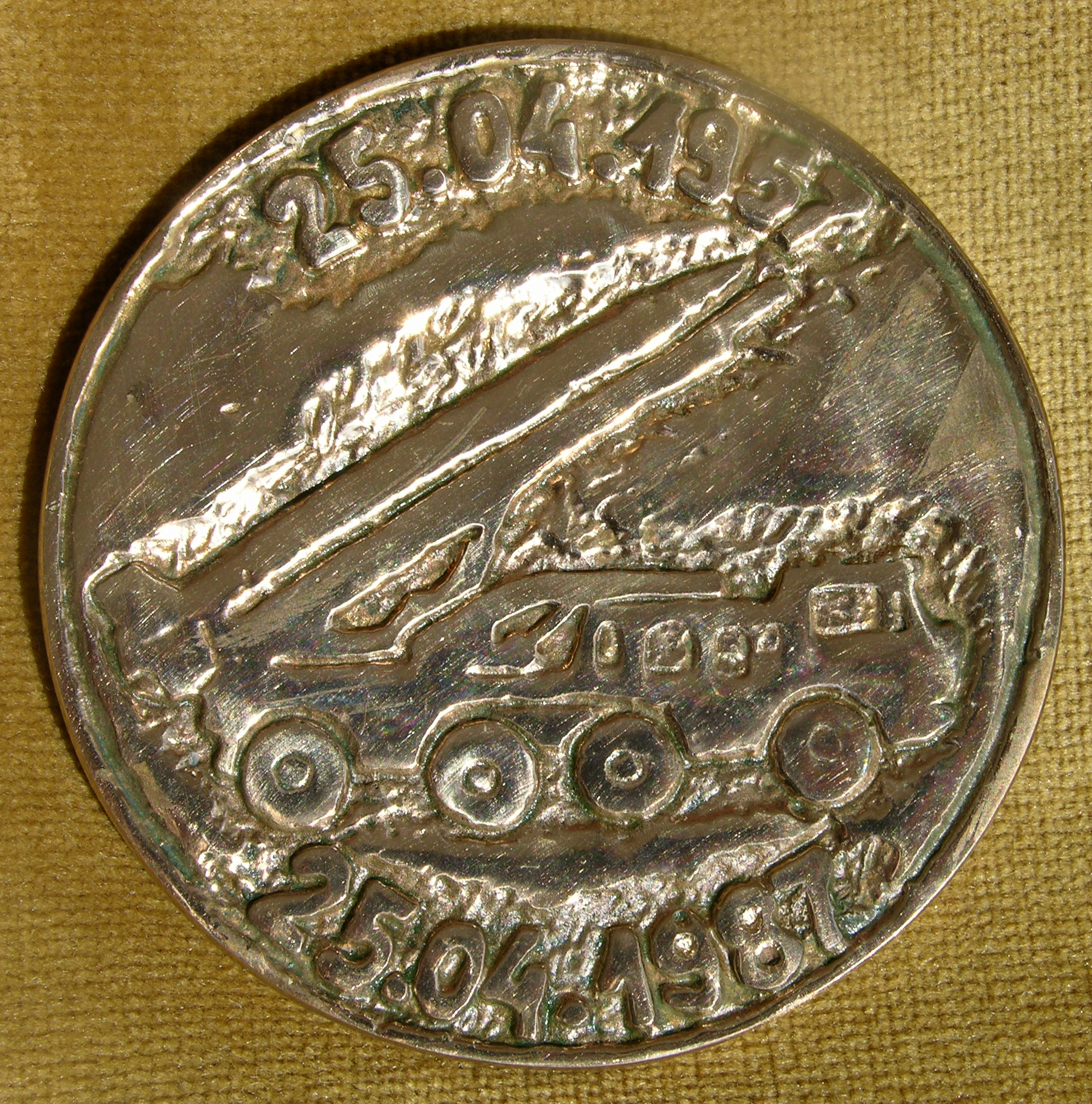
Medal okolicznościowy 7 drt

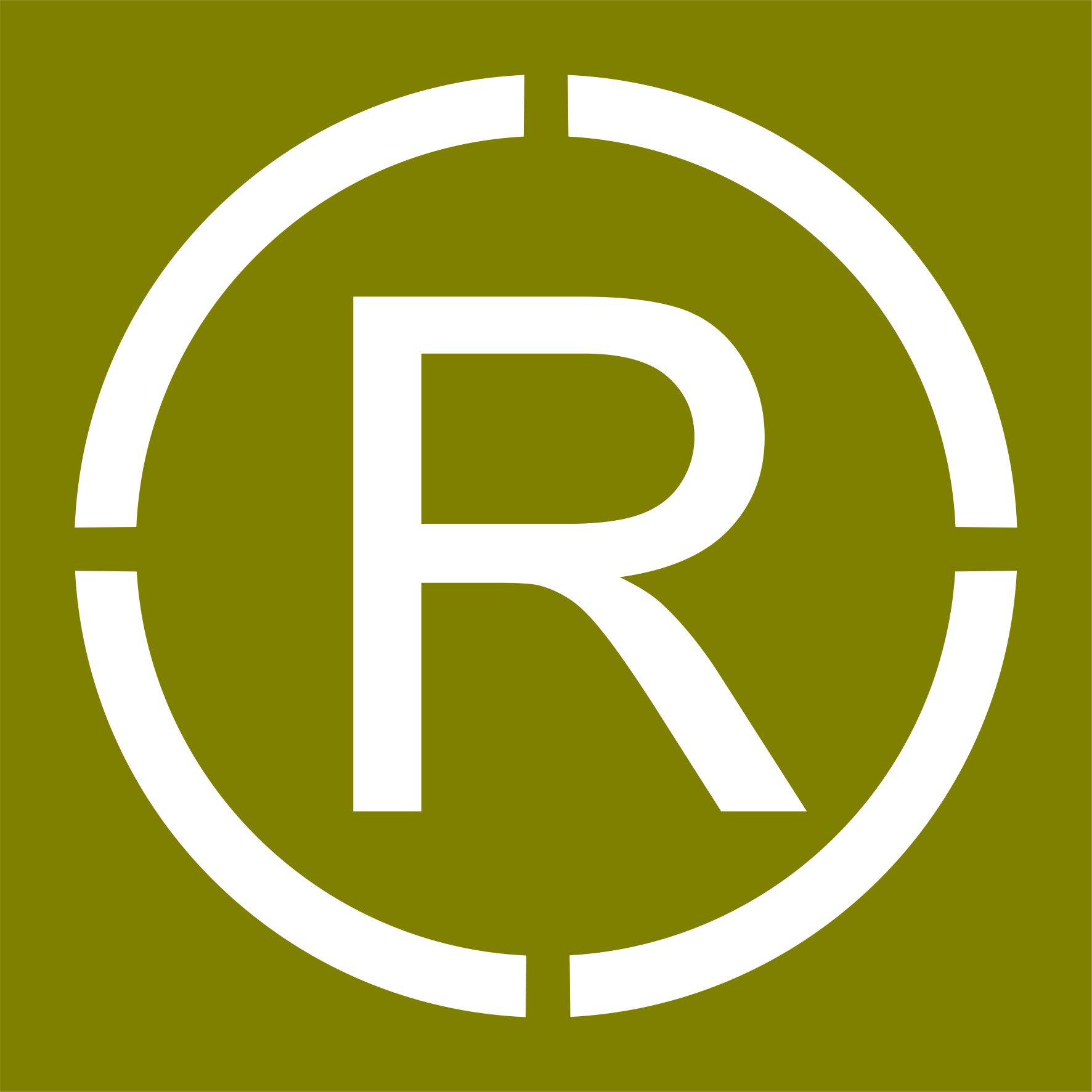
Znak na pojazdach dywizjonu

- 19.09.1964 (por. R. Kłos; ppor. Zakrzewski)[a]
- 30.01.1966 (kpt. S. Jancewicz; ppor. A. Kunski)

Zestaw 9K52
- 25.09.1968 (kpt. Wołosowicz; ppor. Nicpon)
- 20.09.1970 (por. Zakrzewski; ppor. Jerzy Olech)
- 17.03.1971 (por. Romuald Beyger; ppor. Nawrocki)
- 8.06.1972 (por. Romuald Beyger; ppor. Nawrocki)
- 25.09.1972 (por. Marian Sapała; ppor. Skoczylas)
- 30.06.1973 (por. Jerzy Olech; ppor. Leszek Trawczyński)
- 11.05.1974 (por. Romuald Beyger; ppor. Ratajczyk)
- 2.02.1975 (por. Romuald Beyger; ogn. Kucharski)
- 3.03.1976 (por. Leszek Trawczyński; ppor. Stanisław Jakubaszek)
- 4.08.1977 (kpt. Jerzy Olech; ppor. Janusz Trzewikowski)
- 15.05.1978 (kpt. Jerzy Olech; ppor. Zenon Fedorowicz)
- 23.03.1979 (por. Andrzej Duljasz; ppor. Maciej Zieliński)
- 25.02.1980 (por. Andrzej Duljasz; ppor. Krawczuk)
- 3.08.1981 (por. Maciej Zieliński; ppor. Roman Dłutek)
- 28.05.1982 (por. Zenon Fedorowicz; ppor. Andrzej Prokopek)
- 14.09.1982 (por. Zenon Fedorowicz; ppor. Ryszard Bożek)
- 3.09.1984 (por. Zenon Fedorowicz; ppor. Włodzimierz Bubiłek)
- 2.09.1986 (por. Andrzej Prokopek; ppor. Piotr Adamski)[b]

Zestaw 9K79
- 10.11.1988 (kpt. Zenon Fedeorowicz; ppor. Włodzimierz Bubiłek)[c]
- 27.07.1989 (por. Marek Dróżdż; ppor. Piotr Krzoska)
- 09.1992 (kpt. Włodzimierz Bubiłek; por. Andrzej Mordaka)[d]
- 19.05.1999 (kpt. Piotr Krzoska, ppor. Jan Jankowski)[e]

## Struktura organizacyjna
dowództwo i sztab
- bateria dowodzenia
- 2 baterie startowe
  - dwa plutony
- bateria techniczna
- pluton remontowy
- pluton zaopatrzenia
- pluton medyczny

Razem w drt:

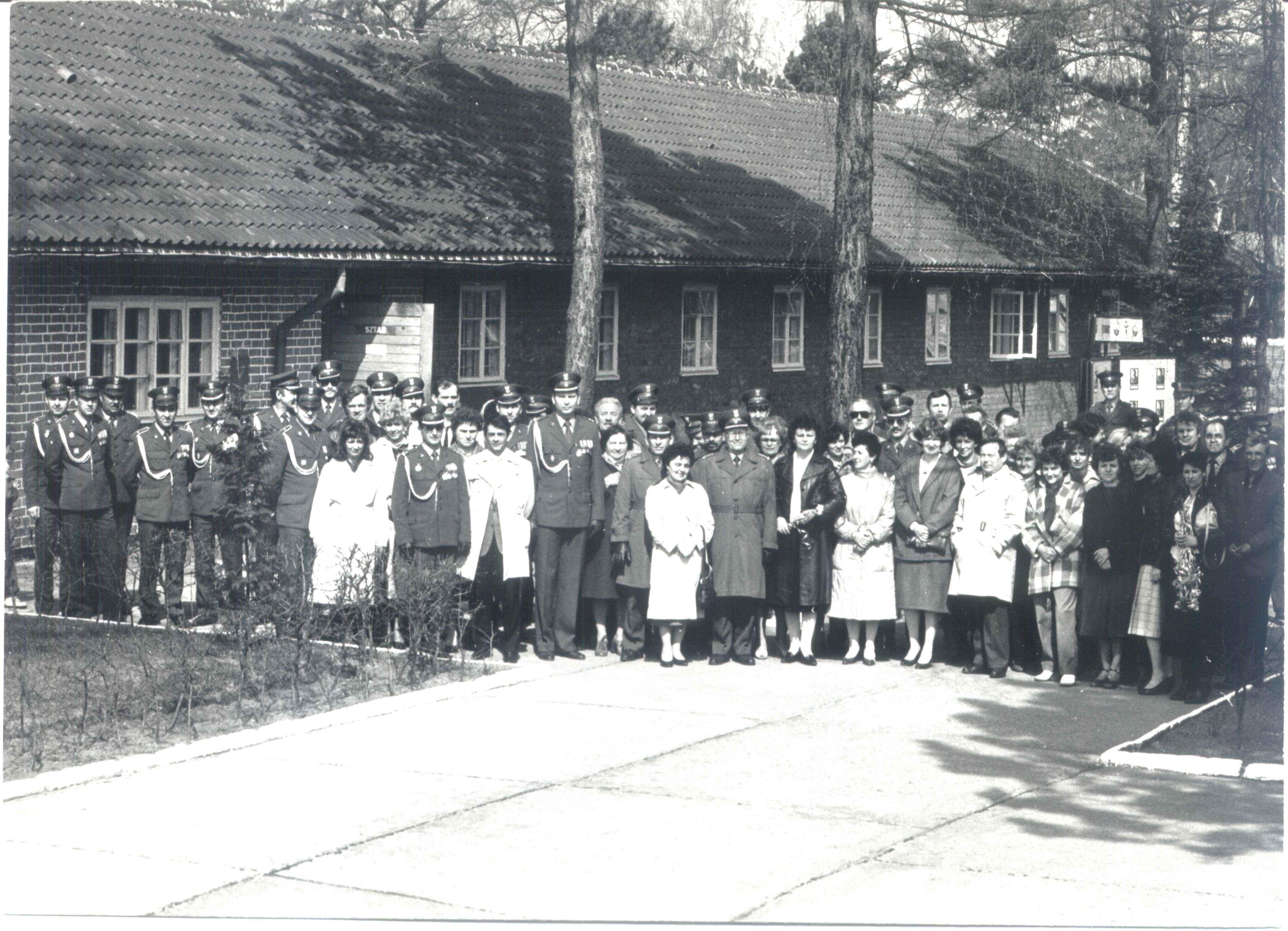
Kadra zawodowa, byli żołnierze, dowódcy i rodziny podczas uroczystości 30-lecia jednostki

- 4 wyrzutnie rakiet taktycznych 9P129
- 4 samochody transportowo-załadowcze
- wozy transportowe
- stacja sprawdzeń AKIM
- stacja sprawdzeń MTO

## Dowódcy dywizjonu
- mjr Lech Karpiński od 5.04.1957 (dowódca 7 dar)
- mjr Ryszard Gałecki od 10.1960
- mjr Jan Gajda od 11.1961
- mjr dypl. Wiesław Kucharczyk od 11.1961
- mjr Jan Gajda od 11.1963 (dowódca 7 drt)
- mjr dypl. Juliusz Murawski od 11.1965
- mjr dypl. Janusz Copiński od 1.09.1966
- mjr dypl. Marian Skup od 1.04.1967
- mjr dypl. Eugeniusz Hołod od 10.10.1972
- mjr Stanisław Bazior od 2.11.1978
- mjr dypl. Edward Kabala od 04.1979
- mjr Jerzy Olech od 4.02.1982
- kpt. dypl. Marek Ojrzanowski od 5.08.1983 do 30.11.1989
- mjr dypl. Andrzej Kolasa od 1.12.1989 do 15.10.1993
- mjr dypl. Andrzej Prokopek od 16.10.1993 do 13.04.1998
- kpt. mgr Andrzej Mordaka od 14.04.1998 do 22.04.2002
- ppłk dypl. Henryk Łomnicki od 23.04.2002 do 30.09.2005

## Przekształcenia
1. 7 dywizjon artylerii rakietowej → 2 dywizjon ogniowy 2 pułku rakiet taktycznych → dywizjon ogniowy 1 Mazurskiej Brygady Artylerii
2. dywizjon ogniowy 1 Mazurskiej Brygady Artylerii ↘ rozformowany w 2005